# Élections cantonales de 2011 dans les Pyrénées-Atlantiques
Les élections cantonales ont eu lieu les 20 et 27 mars 2011.

## Contexte départemental

### Assemblée départementale sortante
Avant les élections, le conseil général des Pyrénées-Atlantiques est présidé par Jean Castaings (UMP). Il comprend 52 conseillers généraux issus des 52 cantons des Pyrénées-Atlantiques. 26 d'entre eux sont renouvelables lors de ces élections. 
| Parti                             | Sigle | Élus |
| --------------------------------- | ----- | ---- |
| Opposition (26 sièges)            |       |      |
| Parti socialiste                  | PS    | 25   |
| Divers gauche                     | DVG   | 1    |
| Majorité (26 sièges)              |       |      |
| Mouvement démocrate               | MoDem | 14   |
| Union pour un mouvement populaire | UMP   | 6    |
| Divers droite                     | DVD   | 4    |
| Nouveau Centre                    | NC    | 2    |
| Président du conseil général      |       |      |
| Jean Castaings (UMP)              |       |      |

## Résultats à l'échelle du département

### Résultats en nombre de sièges
| Parti | Sièges mis en jeu | Élus | Évolution |
| ----- | ----------------- | ---- | --------- |
| PS    | 14                | 16   | +2        |
| MoDem | 5                 | 4    | -1        |
| DVD   | 3                 | 1    | -2        |
| UMP   | 2                 | 3    | +1        |
| DVG   | 1                 | 1    | =         |
| NC    | 1                 | 1    | =         |

### Assemblée départementale à l'issue des élections
| Parti                             | Sigle | Élus |
| --------------------------------- | ----- | ---- |
| Majorité (28 sièges)              |       |      |
| Parti socialiste                  | PS    | 27   |
| Divers gauche                     | DVG   | 1    |
| Opposition (24 sièges)            |       |      |
| Mouvement démocrate               | MoDem | 13   |
| Union pour un mouvement populaire | UMP   | 7    |
| Nouveau Centre                    | NC    | 2    |
| Divers droite                     | DVD   | 2    |
| Président du conseil général      |       |      |
| Georges Labazée (PS)              |       |      |

## Résultats par canton

### Canton d'Anglet-Nord
| Candidats      | Candidats               | Étiquette      | Premier tour | Premier tour | Second tour | Second tour |
| Candidats      | Candidats               | Étiquette      | Voix         | %            | Voix        | %           |
| -------------- | ----------------------- | -------------- | ------------ | ------------ | ----------- | ----------- |
|                | Gérard Cazaux           | PS             | 1 718        | 30,48        | 2 903       | 48,55       |
|                | Claude Olive            | UMP            | 1 656        | 29,38        | 3 076       | 51,45       |
|                | Josette Allizan         | FN             | 506          | 8,98         |             |             |
|                | Florence Lasserre       | MoDem          | 462          | 8,20         |             |             |
|                | Georges Daubagna        | EÉLV           | 448          | 7,95         |             |             |
|                | Jean-Baptiste Mortalena | SE             | 439          | 7,79         |             |             |
|                | Florian Penaroyas       | FG             | 247          | 4,38         |             |             |
|                |                         |                |              |              |             |             |
| Inscrits       | Inscrits                | Inscrits       | 12 775       | 100,00       | 12 776      | 100,00      |
| Abstentions    | Abstentions             | Abstentions    | 7 056        | 55,23        | 6 541       | 51,20       |
| Votants        | Votants                 | Votants        | 5 719        | 44,77        | 6 235       | 48,80       |
| Blancs et nuls | Blancs et nuls          | Blancs et nuls | 83           | 1,45         | 256         | 4,11        |
| Exprimés       | Exprimés                | Exprimés       | 5 636        | 98,55        | 5 979       | 95,89       |

### Canton d'Aramits
| Candidats      | Candidats             | Étiquette      | Premier tour | Premier tour | Second tour | Second tour |
| Candidats      | Candidats             | Étiquette      | Voix         | %            | Voix        | %           |
| -------------- | --------------------- | -------------- | ------------ | ------------ | ----------- | ----------- |
|                | Jean-Claude Coste     | PS             | 952          | 44,93        | 1 204       | 51,43       |
|                | Pierre Casabonne*     | MoDem          | 932          | 43,98        | 1 137       | 48,57       |
|                | Adrien Laude-Bousquet | DVG            | 125          | 5,90         |             |             |
|                | Simon Salles          | FG             | 110          | 5,19         |             |             |
|                |                       |                |              |              |             |             |
| Inscrits       | Inscrits              | Inscrits       | 2 843        | 100,00       | 2 843       | 100,00      |
| Abstentions    | Abstentions           | Abstentions    | 676          | 23,78        | 442         | 15,55       |
| Votants        | Votants               | Votants        | 2 167        | 76,22        | 2 401       | 84,45       |
| Blancs et nuls | Blancs et nuls        | Blancs et nuls | 48           | 2,22         | 60          | 2,50        |
| Exprimés       | Exprimés              | Exprimés       | 2 119        | 97,78        | 2 341       | 97,50       |

*sortant

### Canton d'Arthez-de-Béarn
| Candidats      | Candidats             | Étiquette      | Premier tour | Premier tour |
| Candidats      | Candidats             | Étiquette      | Voix         | %            |
| -------------- | --------------------- | -------------- | ------------ | ------------ |
|                | Jean-Philippe Garcia* | PS             | 2 629        | 58,40        |
|                | Michel Jabot          | UMP            | 938          | 20,84        |
|                | Albert Bonnecaze      | FG             | 468          | 10,40        |
|                | Yves Freyssinnier     | EÉLV           | 467          | 10,37        |
|                |                       |                |              |              |
| Inscrits       | Inscrits              | Inscrits       | 8 171        | 100,00       |
| Abstentions    | Abstentions           | Abstentions    | 3 472        | 42,49        |
| Votants        | Votants               | Votants        | 4 699        | 57,51        |
| Blancs et nuls | Blancs et nuls        | Blancs et nuls | 197          | 4,19         |
| Exprimés       | Exprimés              | Exprimés       | 4 502        | 95,81        |

*sortant

### Canton d'Arzacq-Arraziguet
| Candidats      | Candidats         | Étiquette      | Premier tour | Premier tour |
| Candidats      | Candidats         | Étiquette      | Voix         | %            |
| -------------- | ----------------- | -------------- | ------------ | ------------ |
|                | Bernard Dupont*   | DVD            | 2 060        | 63,09        |
|                | Thibaut Moncade   | PS             | 884          | 27,08        |
|                | Émilie Cormmarieu | EÉLV           | 154          | 4,72         |
|                | Julien Cabarry    | Libertat !     | 106          | 3,25         |
|                | Patrick Arroyo    | FG             | 61           | 1,87         |
|                |                   |                |              |              |
| Inscrits       | Inscrits          | Inscrits       | 4 970        | 100,00       |
| Abstentions    | Abstentions       | Abstentions    | 1 633        | 32,86        |
| Votants        | Votants           | Votants        | 3 337        | 67,14        |
| Blancs et nuls | Blancs et nuls    | Blancs et nuls | 72           | 2,16         |
| Exprimés       | Exprimés          | Exprimés       | 3 265        | 97,84        |

*sortant

### Canton de Bayonne-Est
| Candidats      | Candidats              | Étiquette      | Premier tour | Premier tour | Second tour | Second tour |
| Candidats      | Candidats              | Étiquette      | Voix         | %            | Voix        | %           |
| -------------- | ---------------------- | -------------- | ------------ | ------------ | ----------- | ----------- |
|                | Marie-Christine Aragon | PS             | 742          | 26,88        | 1 636       | 58,55       |
|                | Christine Lauqué       | UMP            | 712          | 25,80        | 1 158       | 41,45       |
|                | Marie Picard-Felices   | EÉLV           | 281          | 10,18        |             |             |
|                | Alain Lacassagne       | MoDem          | 256          | 9,28         |             |             |
|                | Georges Barrère        | DVD            | 242          | 8,77         |             |             |
|                | Maite Etcheverry       | EH Bai         | 218          | 7,90         |             |             |
|                | Christine Labrousse    | NPA            | 90           | 3,26         |             |             |
|                | Daniel Romestant       | FG             | 177          | 6,41         |             |             |
|                | Jean Tellechea         | PNB            | 42           | 1,52         |             |             |
|                |                        |                |              |              |             |             |
| Inscrits       | Inscrits               | Inscrits       | 7448         | 100,00       | 7446        | 100,00      |
| Abstentions    | Abstentions            | Abstentions    | 4 595        | 61,69        | 4 498       | 60,41       |
| Votants        | Votants                | Votants        | 2 853        | 38,31        | 2 948       | 39,59       |
| Blancs et nuls | Blancs et nuls         | Blancs et nuls | 93           | 3,26         | 154         | 5,22        |
| Exprimés       | Exprimés               | Exprimés       | 2 760        | 96,74        | 2 794       | 94,78       |

### Canton de Bayonne-Nord
| Candidats      | Candidats                   | Étiquette      | Premier tour | Premier tour | Second tour | Second tour |
| Candidats      | Candidats                   | Étiquette      | Voix         | %            | Voix        | %           |
| -------------- | --------------------------- | -------------- | ------------ | ------------ | ----------- | ----------- |
|                | Christophe Martin*          | PS             | 1 384        | 28,12        | 2 488       | 61,40       |
|                | Marie-José Espiaube         | FG             | 967          | 19,65        | 1 564       | 38,60       |
|                | Jean-Bernard Pocq           | PR             | 712          | 14,47        |             |             |
|                | Marie-Ange Thébaud          | EÉLV           | 626          | 12,72        |             |             |
|                | Chantal Renou               | FN             | 511          | 10,38        |             |             |
|                | Cyrille Laiguillon          | SE             | 255          | 5,18         |             |             |
|                | Pierre Nouquéret            | EH BAI         | 136          | 2,76         |             |             |
|                | Franck Mari                 | NC             | 132          | 2,68         |             |             |
|                | Evelyne Baratchart-Damestoy | NPA            | 121          | 2,46         |             |             |
|                | Dominique Biados            | PNB            | 39           | 0,79         |             |             |
|                | Pascal Lesellier            | DLR            | 39           | 0,79         |             |             |
|                |                             |                |              |              |             |             |
| Inscrits       | Inscrits                    | Inscrits       | 12 972       | 100,00       | 12 970      | 100,00      |
| Abstentions    | Abstentions                 | Abstentions    | 7 930        | 61,13        | 8 238       | 63,52       |
| Votants        | Votants                     | Votants        | 5 042        | 38,87        | 4 732       | 36,48       |
| Blancs et nuls | Blancs et nuls              | Blancs et nuls | 120          | 2,38         | 680         | 14,37       |
| Exprimés       | Exprimés                    | Exprimés       | 4 922        | 97,62        | 4 052       | 85,63       |

*sortant

### Canton de Bayonne-Ouest
| Candidats      | Candidats             | Étiquette      | Premier tour | Premier tour | Second tour | Second tour |
| Candidats      | Candidats             | Étiquette      | Voix         | %            | Voix        | %           |
| -------------- | --------------------- | -------------- | ------------ | ------------ | ----------- | ----------- |
|                | Henri Etcheto         | PS             | 1 365        | 27,77        | 2 692       | 53,95       |
|                | François Gouffrant    | PR             | 1 077        | 21,91        | 2 298       | 46,05       |
|                | Yves Ugalde           | DVD            | 778          | 15,83        |             |             |
|                | Monique Larran-Lange* | MoDem          | 583          | 11,86        |             |             |
|                | Daniel Hegoburu       | EÉLV           | 489          | 9,95         |             |             |
|                | Peio Menta            | EH BAI         | 315          | 6,41         |             |             |
|                | Jean-Claude Soudre    | FG             | 211          | 4,29         |             |             |
|                | Serge Nogues          | NPA            | 97           | 1,97         |             |             |
|                |                       |                |              |              |             |             |
| Inscrits       | Inscrits              | Inscrits       | 12 793       | 100,00       | 12 789      | 100,00      |
| Abstentions    | Abstentions           | Abstentions    | 7 768        | 60,72        | 7 481       | 58,50       |
| Votants        | Votants               | Votants        | 5 025        | 39,28        | 5 308       | 41,50       |
| Blancs et nuls | Blancs et nuls        | Blancs et nuls | 110          | 2,19         | 318         | 5,99        |
| Exprimés       | Exprimés              | Exprimés       | 4 915        | 97,81        | 4 990       | 94,01       |

*sortant

### Canton de Biarritz-Ouest
| Candidats      | Candidats               | Étiquette      | Premier tour | Premier tour | Second tour | Second tour |
| Candidats      | Candidats               | Étiquette      | Voix         | %            | Voix        | %           |
| -------------- | ----------------------- | -------------- | ------------ | ------------ | ----------- | ----------- |
|                | Max Brisson*            | UMP            | 1 214        | 34,52        | 1 995       | 58,78       |
|                | Guy Lafite              | PRG            | 661          | 18,79        | 1 399       | 41,22       |
|                | Henri Chevrat           | FN             | 412          | 11,71        |             |             |
|                | Jean-Benoit Saint-Cricq | DVD            | 397          | 11,29        |             |             |
|                | Philippe Etcheverry     | EÉLV           | 322          | 9,16         |             |             |
|                | Maialen Etcheverry      | EH BAI         | 171          | 4,86         |             |             |
|                | Maider Arosteguy        | NC             | 160          | 4,55         |             |             |
|                | Mathieu Accoh           | FG             | 151          | 4,29         |             |             |
|                | Renaud Albaric          | PNB            | 29           | 0,82         |             |             |
|                |                         |                |              |              |             |             |
| Inscrits       | Inscrits                | Inscrits       | 10 450       | 100,00       | 10 450      | 100,00      |
| Abstentions    | Abstentions             | Abstentions    | 6 869        | 65,73        | 6 807       | 65,14       |
| Votants        | Votants                 | Votants        | 3 581        | 34,27        | 3 643       | 34,86       |
| Blancs et nuls | Blancs et nuls          | Blancs et nuls | 64           | 1,79         | 249         | 6,84        |
| Exprimés       | Exprimés                | Exprimés       | 3 517        | 98,21        | 3 394       | 93,16       |

*sortant

### Canton d'Hasparren
| Candidats      | Candidats            | Étiquette      | Premier tour | Premier tour |
| Candidats      | Candidats            | Étiquette      | Voix         | %            |
| -------------- | -------------------- | -------------- | ------------ | ------------ |
|                | Beñat Inchauspé*     | NC             | 2 398        | 60,76        |
|                | Juliette Bergouignan | EH BAI         | 780          | 19,76        |
|                | Isabelle Gary        | EÉLV           | 380          | 9,63         |
|                | Franck-Yves Guilbert | PS             | 286          | 7,25         |
|                | Jean-Paul Bire       | FG             | 103          | 2,61         |
|                |                      |                |              |              |
| Inscrits       | Inscrits             | Inscrits       | 6 862        | 100,00       |
| Abstentions    | Abstentions          | Abstentions    | 2 738        | 39,90        |
| Votants        | Votants              | Votants        | 4 124        | 60,10        |
| Blancs et nuls | Blancs et nuls       | Blancs et nuls | 177          | 4,29         |
| Exprimés       | Exprimés             | Exprimés       | 3 947        | 95,71        |

*sortant

### Canton d'Iholdy
| Candidats      | Candidats             | Étiquette      | Premier tour | Premier tour | Second tour | Second tour |
| Candidats      | Candidats             | Étiquette      | Voix         | %            | Voix        | %           |
| -------------- | --------------------- | -------------- | ------------ | ------------ | ----------- | ----------- |
|                | Jean-Louis Caset*     | MoDem          | 1 139        | 41,34        | 1 559       | 57,30       |
|                | Daniel Olçomendy      | EH BAI         | 885          | 32,12        | 1 162       | 42,70       |
|                | Bernard Cachenaut     | DVD            | 650          | 23,59        |             |             |
|                | Marie-Claude Zapirain | FG             | 49           | 1,78         |             |             |
|                | Beñat Oteiza          | PNB            | 32           | 1,16         |             |             |
|                |                       |                |              |              |             |             |
| Inscrits       | Inscrits              | Inscrits       | 3 600        | 100,00       | 3 600       | 100,00      |
| Abstentions    | Abstentions           | Abstentions    | 801          | 22,25        | 813         | 22,58       |
| Votants        | Votants               | Votants        | 2 799        | 77,75        | 2 787       | 77,42       |
| Blancs et nuls | Blancs et nuls        | Blancs et nuls | 44           | 1,57         | 66          | 2,37        |
| Exprimés       | Exprimés              | Exprimés       | 2 755        | 98,43        | 2 721       | 97,63       |

*sortant

### Canton de Jurançon
| Candidats      | Candidats         | Étiquette      | Premier tour | Premier tour | Second tour | Second tour |
| Candidats      | Candidats         | Étiquette      | Voix         | %            | Voix        | %           |
| -------------- | ----------------- | -------------- | ------------ | ------------ | ----------- | ----------- |
|                | Bernard Soudar*   | PS             | 3 010        | 39,92        | 4 261       | 52,74       |
|                | Michel Bernos     | MoDem          | 2 729        | 36,19        | 3 819       | 47,26       |
|                | Hervé Turpin      | PR             | 701          | 9,30         |             |             |
|                | Dominique Mialocq | EÉLV           | 653          | 8,66         |             |             |
|                | Isabelle Larrouy  | FG             | 447          | 5,93         |             |             |
|                |                   |                |              |              |             |             |
| Inscrits       | Inscrits          | Inscrits       | 15 486       | 100,00       | 15 486      | 100,00      |
| Abstentions    | Abstentions       | Abstentions    | 7 736        | 49,95        | 7 071       | 45,66       |
| Votants        | Votants           | Votants        | 7 750        | 50,05        | 8 415       | 54,34       |
| Blancs et nuls | Blancs et nuls    | Blancs et nuls | 210          | 2,71         | 335         | 3,98        |
| Exprimés       | Exprimés          | Exprimés       | 7 540        | 97,29        | 8 080       | 96,02       |

*sortant

### Canton de La Bastide-Clairence
| Candidats      | Candidats          | Étiquette      | Premier tour | Premier tour | Second tour | Second tour |
| Candidats      | Candidats          | Étiquette      | Voix         | %            | Voix        | %           |
| -------------- | ------------------ | -------------- | ------------ | ------------ | ----------- | ----------- |
|                | Jean Castaings*    | UMP            | 1 949        | 36,93        | 1 526       | 56,48       |
|                | Thierry Dekimpe    | PS             | 1 220        | 23,11        | 1 176       | 43,52       |
|                | Léopold Darritchon | DVD            | 997          | 18,89        |             |             |
|                | Xebax Christy      | EH BAI         | 833          | 15,78        |             |             |
|                | Jean Dubourdieu    | FG             | 279          | 5,29         |             |             |
|                |                    |                |              |              |             |             |
| Inscrits       | Inscrits           | Inscrits       | 5 170        | 100,00       | 5 170       | 100,00      |
| Abstentions    | Abstentions        | Abstentions    | 2 233        | 43,19        | 2 666       | 43,83       |
| Votants        | Votants            | Votants        | 2 937        | 56,81        | 2 904       | 56,17       |
| Blancs et nuls | Blancs et nuls     | Blancs et nuls | 84           | 2,86         | 202         | 6,96        |
| Exprimés       | Exprimés           | Exprimés       | 2 853        | 97,14        | 2 702       | 93,04       |

*sortant

### Canton de Lagor
| Candidats      | Candidats               | Étiquette      | Premier tour | Premier tour |
| Candidats      | Candidats               | Étiquette      | Voix         | %            |
| -------------- | ----------------------- | -------------- | ------------ | ------------ |
|                | Jacques Cassiau-Haurie* | PS             | 3 191        | 59,88        |
|                | Pascal Dussart          | FN             | 700          | 13,14        |
|                | Gérard Théaux           | UMP            | 450          | 8,44         |
|                | Jean-François Baby      | EÉLV           | 316          | 5,93         |
|                | Valentin Alvarez        | FG             | 302          | 5,67         |
|                | Jean-Luc Casteret       | MoDem          | 260          | 4,88         |
|                | Joseph Montes           | NPA            | 68           | 1,28         |
|                | Pascal Mercher          | POI            | 42           | 0,79         |
|                |                         |                |              |              |
| Inscrits       | Inscrits                | Inscrits       | 10 974       | 100,00       |
| Abstentions    | Abstentions             | Abstentions    | 5 473        | 49,87        |
| Votants        | Votants                 | Votants        | 5 501        | 50,13        |
| Blancs et nuls | Blancs et nuls          | Blancs et nuls | 172          | 3,13         |
| Exprimés       | Exprimés                | Exprimés       | 5 329        | 96,87        |

*sortant

### Canton de Laruns
| Candidats      | Candidats         | Étiquette      | Premier tour | Premier tour |
| Candidats      | Candidats         | Étiquette      | Voix         | %            |
| -------------- | ----------------- | -------------- | ------------ | ------------ |
|                | André Berdou*     | PS             | 1 088        | 50,46        |
|                | Robert Casadebaïg | MoDem          | 885          | 41,05        |
|                | Dominique Oscaby  | FG             | 183          | 8,49         |
|                |                   |                |              |              |
| Inscrits       | Inscrits          | Inscrits       | 2 964        | 100,00       |
| Abstentions    | Abstentions       | Abstentions    | 739          | 24,93        |
| Votants        | Votants           | Votants        | 2 225        | 75,07        |
| Blancs et nuls | Blancs et nuls    | Blancs et nuls | 69           | 3,10         |
| Exprimés       | Exprimés          | Exprimés       | 2 156        | 96,90        |

*sortant

### Canton de Lasseube
| Candidats      | Candidats           | Étiquette      | Premier tour | Premier tour | Second tour | Second tour |
| Candidats      | Candidats           | Étiquette      | Voix         | %            | Voix        | %           |
| -------------- | ------------------- | -------------- | ------------ | ------------ | ----------- | ----------- |
|                | Jean-Marc Grussaute | MoDem          | 621          | 38,43        | 824         | 50,06       |
|                | René Bourdet-Pees   | DVG            | 485          | 30,01        | 822         | 49,94       |
|                | Arnaud Jacottin     | PS             | 380          | 23,51        |             |             |
|                | Jacques Mauhourat   | EÉLV           | 130          | 8,04         |             |             |
|                |                     |                |              |              |             |             |
| Inscrits       | Inscrits            | Inscrits       | 2 436        | 100,00       | 2 436       | 100,00      |
| Abstentions    | Abstentions         | Abstentions    | 758          | 31,12        | 685         | 28,12       |
| Votants        | Votants             | Votants        | 1 678        | 68,88        | 1 751       | 71,88       |
| Blancs et nuls | Blancs et nuls      | Blancs et nuls | 62           | 3,69         | 105         | 4,00        |
| Exprimés       | Exprimés            | Exprimés       | 1 616        | 96,31        | 1 646       | 94,00       |

### Canton de Lembeye
| Candidats      | Candidats         | Étiquette      | Premier tour | Premier tour |
| Candidats      | Candidats         | Étiquette      | Voix         | %            |
| -------------- | ----------------- | -------------- | ------------ | ------------ |
|                | Michel Chantre*   | PS             | 1 774        | 64,65        |
|                | Richard Penaranda | FN             | 167          | 6,09         |
|                | Marc Gairin       | PR             | 515          | 18,77        |
|                | Claudine Bonhomme | FG             | 106          | 3,86         |
|                | Jean-Luc Landi    | EÉLV           | 182          | 6,63         |
|                |                   |                |              |              |
| Inscrits       | Inscrits          | Inscrits       | 4 294        | 100,00       |
| Abstentions    | Abstentions       | Abstentions    | 1 481        | 34,49        |
| Votants        | Votants           | Votants        | 2 813        | 65,51        |
| Blancs et nuls | Blancs et nuls    | Blancs et nuls | 69           | 2,45         |
| Exprimés       | Exprimés          | Exprimés       | 2 744        | 97,55        |

*sortant

### Canton de Lescar
| Candidats      | Candidats                    | Étiquette      | Premier tour | Premier tour | Second tour | Second tour |
| Candidats      | Candidats                    | Étiquette      | Voix         | %            | Voix        | %           |
| -------------- | ---------------------------- | -------------- | ------------ | ------------ | ----------- | ----------- |
|                | Christiane Mariette*         | PS             | 4 105        | 35,11        | 6 776       | 57,90       |
|                | Bernard Layre                | UMP            | 2 954        | 25,27        | 4 927       | 42,10       |
|                | Marcel Alonso                | FN             | 1 568        | 13,41        |             |             |
|                | Benat Laclau-Lacrouts        | EÉLV           | 1 282        | 10,97        |             |             |
|                | Michel Aguer                 | FG             | 813          | 6,95         |             |             |
|                | Marie-Christine Garcia-Dalot | PR             | 463          | 3,96         |             |             |
|                | Philippe Arraou              | MoDem          | 401          | 3,43         |             |             |
|                | Dominique Plee               | DLR            | 105          | 0,90         |             |             |
|                |                              |                |              |              |             |             |
| Inscrits       | Inscrits                     | Inscrits       | 25 497       | 100,00       | 25 494      | 100,00      |
| Abstentions    | Abstentions                  | Abstentions    | 13 458       | 52,78        | 12 856      | 50,43       |
| Votants        | Votants                      | Votants        | 12 039       | 47,22        | 12 638      | 49,57       |
| Blancs et nuls | Blancs et nuls               | Blancs et nuls | 348          | 2,89         | 935         | 7,40        |
| Exprimés       | Exprimés                     | Exprimés       | 11 691       | 97,11        | 11 703      | 92,60       |

*sortant

### Canton de Monein
| Candidats      | Candidats           | Étiquette      | Premier tour | Premier tour |
| Candidats      | Candidats           | Étiquette      | Voix         | %            |
| -------------- | ------------------- | -------------- | ------------ | ------------ |
|                | Yves Salanave-Pehe* | DVG            | 2661         | 77,29        |
|                | Jean Haurat         | FG             | 425          | 12,34        |
|                | André Cazetien      | EÉLV           | 357          | 10,37        |
|                |                     |                |              |              |
| Inscrits       | Inscrits            | Inscrits       | 6 905        | 100,00       |
| Abstentions    | Abstentions         | Abstentions    | 3 184        | 45,91        |
| Votants        | Votants             | Votants        | 3 751        | 54,09        |
| Blancs et nuls | Blancs et nuls      | Blancs et nuls | 308          | 8,21         |
| Exprimés       | Exprimés            | Exprimés       | 3 443        | 91,79        |

*sortant

### Canton de Navarrenx
| Candidats      | Candidats           | Étiquette      | Premier tour | Premier tour |
| Candidats      | Candidats           | Étiquette      | Voix         | %            |
| -------------- | ------------------- | -------------- | ------------ | ------------ |
|                | Jacques Pedehontaa* | DVD            | 1 786        | 59,06        |
|                | Nadine Lambert      | PS             | 1 033        | 34,16        |
|                | Vincent Colinet     | EÉLV           | 133          | 4,40         |
|                | Jean-Claude Liquet  | FG             | 72           | 2,38         |
|                |                     |                |              |              |
| Inscrits       | Inscrits            | Inscrits       | 4 663        | 100,00       |
| Abstentions    | Abstentions         | Abstentions    | 1 558        | 33,41        |
| Votants        | Votants             | Votants        | 3 105        | 66,59        |
| Blancs et nuls | Blancs et nuls      | Blancs et nuls | 81           | 2,61         |
| Exprimés       | Exprimés            | Exprimés       | 3 024        | 97,39        |

*sortant

### Canton de Nay-Est
| Candidats      | Candidats                 | Étiquette      | Premier tour | Premier tour | Second tour | Second tour |
| Candidats      | Candidats                 | Étiquette      | Voix         | %            | Voix        | %           |
| -------------- | ------------------------- | -------------- | ------------ | ------------ | ----------- | ----------- |
|                | Christian Petchot-Bacque* | PS             | 2 859        | 46,54        | 3 769       | 60,99       |
|                | Francis Escalé            | MoDem          | 1 867        | 30,39        | 2 411       | 39,01       |
|                | Eugène Reinberger         | EÉLV           | 631          | 10,27        |             |             |
|                | Anne-Marie Larrode        | FG             | 438          | 7,13         |             |             |
|                | Guillaume Besse           | DLR            | 348          | 5,66         |             |             |
|                |                           |                |              |              |             |             |
| Inscrits       | Inscrits                  | Inscrits       | 12 555       | 100,00       | 12 555      | 100,00      |
| Abstentions    | Abstentions               | Abstentions    | 6 135        | 48,86        | 5 953       | 47,42       |
| Votants        | Votants                   | Votants        | 6 421        | 51,14        | 6 602       | 52,58       |
| Blancs et nuls | Blancs et nuls            | Blancs et nuls | 678          | 4,33         | 422         | 6,39        |
| Exprimés       | Exprimés                  | Exprimés       | 6 143        | 95,67        | 6 180       | 93,61       |

*sortant

### Canton d'Oloron-Sainte-Marie-Est
| Candidats      | Candidats            | Étiquette      | Premier tour | Premier tour | Second tour | Second tour |
| Candidats      | Candidats            | Étiquette      | Voix         | %            | Voix        | %           |
| -------------- | -------------------- | -------------- | ------------ | ------------ | ----------- | ----------- |
|                | Jean-Pierre Domecq*  | PS             | 1 947        | 37,98        | 3 229       | 58,98       |
|                | Marc Oxibar          | UMP            | 1 466        | 28,59        | 2 246       | 41,02       |
|                | Raymond Villalba     | FG             | 563          | 10,98        |             |             |
|                | Robert Cauhapé       | DVD            | 377          | 7,35         |             |             |
|                | Isabelle Guyot       | FASE           | 327          | 6,38         |             |             |
|                | Jean-Claude Elichiry | PRG            | 265          | 5,17         |             |             |
|                | André Labarthe       | NC             | 182          | 3,55         |             |             |
|                |                      |                |              |              |             |             |
| Inscrits       | Inscrits             | Inscrits       | 9 751        | 100,00       | 9 751       | 100,00      |
| Abstentions    | Abstentions          | Abstentions    | 4 415        | 45,28        | 3 953       | 40,54       |
| Votants        | Votants              | Votants        | 5 336        | 54,72        | 5 798       | 59,46       |
| Blancs et nuls | Blancs et nuls       | Blancs et nuls | 209          | 3,92         | 323         | 5,57        |
| Exprimés       | Exprimés             | Exprimés       | 5 127        | 96,08        | 5 475       | 94,43       |

*sortant

### Canton de Pau-Centre
| Candidats      | Candidats           | Étiquette      | Premier tour | Premier tour | Second tour | Second tour |
| Candidats      | Candidats           | Étiquette      | Voix         | %            | Voix        | %           |
| -------------- | ------------------- | -------------- | ------------ | ------------ | ----------- | ----------- |
|                | Stéphanie Maza      | PS             | 1 346        | 29,15        | 2 337       | 49,59       |
|                | Josy Poueyto*       | MoDem          | 1 283        | 27,79        | 2 376       | 50,41       |
|                | Jacques Henriot     | FN             | 644          | 13,95        |             |             |
|                | Thibault Cheneviere | PR             | 545          | 11,80        |             |             |
|                | Danièle Iriart      | EÉLV           | 416          | 9,01         |             |             |
|                | Danielle Raucoules  | FG             | 258          | 5,59         |             |             |
|                | Frédéric Pic        | FASE           | 125          | 2,71         |             |             |
|                |                     |                |              |              |             |             |
| Inscrits       | Inscrits            | Inscrits       | 13 038       | 100,00       | 13 038      | 100,00      |
| Abstentions    | Abstentions         | Abstentions    | 8 305        | 63,70        | 7 946       | 60,94       |
| Votants        | Votants             | Votants        | 4 733        | 36,30        | 5 092       | 39,06       |
| Blancs et nuls | Blancs et nuls      | Blancs et nuls | 116          | 2,45         | 379         | 7,44        |
| Exprimés       | Exprimés            | Exprimés       | 4 617        | 97,55        | 4 713       | 92,56       |

*sortant

### Canton de Pau-Nord
| Candidats      | Candidats            | Étiquette      | Premier tour | Premier tour | Second tour | Second tour |
| Candidats      | Candidats            | Étiquette      | Voix         | %            | Voix        | %           |
| -------------- | -------------------- | -------------- | ------------ | ------------ | ----------- | ----------- |
|                | André Duchateau*     | PS             | 1 818        | 40,94        | 3 229       | 75,22       |
|                | Humbert Sacho        | FN             | 595          | 13,40        | 1 064       | 24,78       |
|                | Nicolas Gallais      | PR             | 574          | 12,93        |             |             |
|                | Laurence Despaux     | MoDem          | 433          | 9,75         |             |             |
|                | Nicole Juyoux        | EÉLV           | 430          | 9,68         |             |             |
|                | Hélène Lerou-Pourque | FG             | 311          | 7,00         |             |             |
|                | Gilbert Voiement     | LGM            | 280          | 6,30         |             |             |
|                |                      |                |              |              |             |             |
| Inscrits       | Inscrits             | Inscrits       | 10 554       | 100,00       | 10 554      | 100,00      |
| Abstentions    | Abstentions          | Abstentions    | 6 016        | 57,00        | 5 814       | 55,09       |
| Votants        | Votants              | Votants        | 4 538        | 43,00        | 4 740       | 44,91       |
| Blancs et nuls | Blancs et nuls       | Blancs et nuls | 97           | 2,14         | 447         | 9,43        |
| Exprimés       | Exprimés             | Exprimés       | 4 441        | 97,86        | 4 293       | 90,57       |

*sortant

### Canton de Pau-Ouest
| Candidats      | Candidats            | Étiquette      | Premier tour | Premier tour | Second tour | Second tour |
| Candidats      | Candidats            | Étiquette      | Voix         | %            | Voix        | %           |
| -------------- | -------------------- | -------------- | ------------ | ------------ | ----------- | ----------- |
|                | Natalie Francq*      | PS             | 1 520        | 31,15        | 2 528       | 51,11       |
|                | Jean Othax           | UMP            | 1 139        | 23,34        | 2 418       | 48,89       |
|                | Monique Semavoine    | MoDem          | 971          | 19,90        |             |             |
|                | Michèle Darricarrère | FN             | 491          | 10,06        |             |             |
|                | Eurydice Bled        | EÉLV           | 471          | 9,65         |             |             |
|                | Michelle Merrouche   | FG             | 288          | 5,90         |             |             |
|                |                      |                |              |              |             |             |
| Inscrits       | Inscrits             | Inscrits       | 10 847       | 100,00       | 10 847      | 100,00      |
| Abstentions    | Abstentions          | Abstentions    | 5 865        | 54,07        | 5 616       | 51,79       |
| Votants        | Votants              | Votants        | 4 982        | 45,93        | 5 228       | 48,21       |
| Blancs et nuls | Blancs et nuls       | Blancs et nuls | 102          | 2,05         | 282         | 5,39        |
| Exprimés       | Exprimés             | Exprimés       | 4 880        | 97,95        | 4 946       | 94,61       |

*sortant

### Canton de Saint-Jean-Pied-de-Port
| Candidats      | Candidats            | Étiquette      | Premier tour | Premier tour | Second tour | Second tour |
| Candidats      | Candidats            | Étiquette      | Voix         | %            | Voix        | %           |
| -------------- | -------------------- | -------------- | ------------ | ------------ | ----------- | ----------- |
|                | François Maitia*     | PS             | 1 220        | 34,37        | 1 791       | 51,20       |
|                | Jean-Marie Mailharro | MoDem          | 842          | 23,72        | 1 707       | 48,80       |
|                | Dominique Bacho      | EH BAI         | 672          | 18,93        |             |             |
|                | Jean-Pierre Eyhartz  | UMP            | 548          | 15,44        |             |             |
|                | Pako Arizmendi       | PNB            | 204          | 5,75         |             |             |
|                | Catherine Forgeron   | FG             | 64           | 1,80         |             |             |
|                |                      |                |              |              |             |             |
| Inscrits       | Inscrits             | Inscrits       | 5 658        | 100,00       | 5 346       | 100,00      |
| Abstentions    | Abstentions          | Abstentions    | 1 699        | 31,71        | 1 544       | 28,88       |
| Votants        | Votants              | Votants        | 3 659        | 68,29        | 3 802       | 71,12       |
| Blancs et nuls | Blancs et nuls       | Blancs et nuls | 109          | 2,98         | 304         | 8,00        |
| Exprimés       | Exprimés             | Exprimés       | 3 550        | 97,02        | 3 498       | 92,00       |

*sortant

### Canton de Tardets-Sorholus
| Candidats      | Candidats          | Étiquette      | Premier tour | Premier tour | Second tour | Second tour |
| Candidats      | Candidats          | Étiquette      | Voix         | %            | Voix        | %           |
| -------------- | ------------------ | -------------- | ------------ | ------------ | ----------- | ----------- |
|                | Arnaud Villeneuve  | PS             | 720          | 36,60        | 1 128       | 54,81       |
|                | Jean-Pierre Iriart | MoDem          | 686          | 34,88        | 930         | 45,19       |
|                | Michel Castan      | DVD            | 286          | 14,54        |             |             |
|                | Gilen Iriart       | EH BAI         | 156          | 7,93         |             |             |
|                | Pierre Etchecopar  | FG             | 87           | 4,42         |             |             |
|                | Marc Leroy         | NPA            | 32           | 1,63         |             |             |
|                |                    |                |              |              |             |             |
| Inscrits       | Inscrits           | Inscrits       | 2 886        | 100,00       | 2 886       | 100,00      |
| Abstentions    | Abstentions        | Abstentions    | 879          | 30,46        | 739         | 25,61       |
| Votants        | Votants            | Votants        | 2 007        | 69,54        | 2 147       | 74,39       |
| Blancs et nuls | Blancs et nuls     | Blancs et nuls | 40           | 1,99         | 89          | 4,15        |
| Exprimés       | Exprimés           | Exprimés       | 1 967        | 98,01        | 2 058       | 95,85       |